# Daltonismo
El daltonismo es una afección de origen genético, que afecta a la capacidad de distinguir los colores. La palabra daltonismo proviene del químico y matemático John Dalton, que la estudió. El grado de afectación es muy variable, oscila entre la falta de capacidad para discernir cualquier color (acromatopsia) y un ligero grado de dificultad para discriminar matices de rojo y verde. A pesar de que la sociedad en general considera que el daltonismo pasa inadvertido en la vida diaria, supone un problema para los afectados en ámbitos tan diversos como valorar el estado de frescura de determinados alimentos, identificar códigos de colores de planos o elegir determinadas profesiones para las que es preciso superar un reconocimiento médico que implica identificar correctamente los colores (militar de carrera, piloto, capitán de marina mercante, policía, árbitro de fútbol, entre otras). Puede detectarse mediante test visuales específicos como las cartas de Ishihara.  
Los varones tienen más probabilidades de ser daltónicos que las mujeres, porque los genes responsables de las formas más comunes de daltonismo se encuentran en el cromosoma X, las mujeres no daltónicas pueden portar genes de daltonismo y transmitirlos a sus hijos. 
Las alteraciones en la visión del color se llaman discromatopsias, dependiendo de su origen pueden ser hereditarias o adquiridas en la vida adulta, la palabra daltonismo designa solamente a las alteraciones de la visión del color congénitas o hereditarias, las formas adquiridas pueden ser consecuencia de otras alteraciones en el ojo, el nervio óptico o partes del cerebro.
No existe cura para el daltonismo, algunas lentes especiales o lentes de contacto pueden ayudar a pacientes con daltonismo en algunas tareas, pero no otorgan al usuario una visión normal del color.  

## Herencia

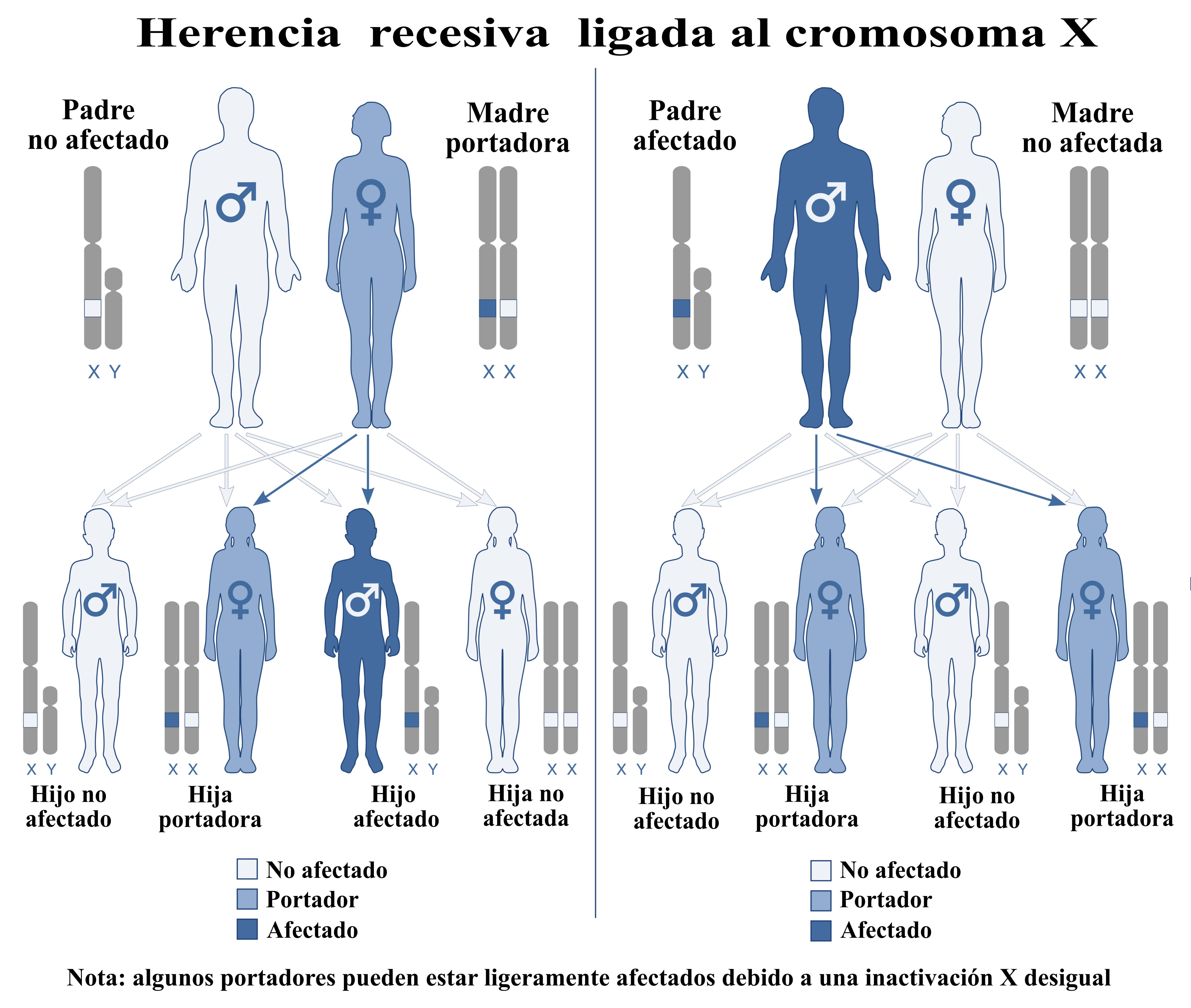
Situaciones de herencia recesiva ligada al cromosoma X en las que la madre es portadora o el padre está afectado.

El daltonismo es hereditario y se transmite por un alelo recesivo ligado al cromosoma X. Si un varón hereda un cromosoma X con el alelo alterado será daltónico. En cambio en el caso de las mujeres, que poseen dos cromosomas X, solo serán daltónicas si sus dos cromosomas X tienen el alelo alterado. Por ello el daltonismo afecta aproximadamente al 8 % de los hombres y solo al 0,5 % de las mujeres.

## Discromatopsia
El término discromatopsia se utiliza en medicina para describir la dificultad en la percepción de los colores, pero tiene un significado más general. La discromatopsia puede ser de origen genético, en cuyo caso se denomina discromatopsia congénita o daltonismo. También pueden producirse discromatopsias que no son de origen genético y se presentan acompañadas de otros síntomas en circunstancias muy variadas, por ejemplo enfermedades crónicas de la retina como la degeneración macular asociada a la edad, catarata, accidentes, medicación y exposición a sustancias químicas como el estireno y disolventes orgánicos.Entre los medicamentos que pueden afectar a la percepción de colores como efecto secundario se encuentran el etambutol, un fármaco utilizado en el tratamiento de la tuberculosis, el sildenafilo que se emplea para la disfunción eréctil y la hidroxicloroquina, estos efectos secundarios son transitorios y desaparecen al suspender la medicación, por lo que se diferencian claramente del verdadero daltonismo que está presente desde el nacimiento y dura toda la vida.     
Existen algunas enfermedades de origen genético que afectan a la agudeza visual y pueden provocar diferentes alteraciones de visión,  entre ellas dificultad en la 
percepción de los colores, pero no se consideran daltonismo, por ejemplo la retinitis pigmentosa, la distrofia de conos, la distrofia de conos y bastones y la amaurosis congénita de Leber.

## Cómo se perciben los colores

Cuando miramos un objeto, el color que percibimos en ese momento puede variar dependiendo de la intensidad y el tipo de luz. Al anochecer los colores parecen diferentes de cuando los vemos a la luz del sol y también son distintos dependiendo de que utilicemos luz natural o artificial.
Los objetos absorben y reflejan la luz de forma distinta dependiendo de sus características físicas, como su forma, composición, etc. El color que percibimos de un objeto es el rayo de luz que rechaza. Nosotros captamos esos “rebotes” con diferentes longitudes de onda, gracias a la estructura de los ojos. Si los rayos de luz atraviesan al objeto, este es transparente.
Las células sensoriales (fotorreceptores) de la retina que reaccionan en respuesta a la luz son de dos tipos: conos y bastones. Los bastones se activan en la oscuridad y solo permiten distinguir el negro, el blanco y los distintos grises. Nos permiten percibir el contraste. Los conos, en cambio, funcionan de día y en ambientes iluminados y hacen posible la visión de los colores. Existen tres tipos de conos; uno especialmente sensible a la luz roja, otro a la luz verde y un tercero a la luz azul. Tanto los conos como los bastones se conectan con los centros cerebrales de la visión por medio del nervio óptico.
La combinación de estos tres colores básicos: rojo, verde y azul permite diferenciar numerosos tonos. El ojo humano puede percibir alrededor de 8000 colores y matices con un determinado nivel de luminancia. Es en el cerebro donde se lleva a cabo esta interpretación.
Los daltónicos no discriminan igual los colores debido a la modificación en los genes encargados de producir los pigmentos de los conos. Así, dependiendo del pigmento afectado, la persona presentará alteración en la percepción de unos colores u otros. Por ejemplo si el pigmento modificado es el del rojo, el individuo no discriminara bien el rojo ni sus combinaciones.

## Tipos de daltonismo

Espectro que visualiza una persona sin ninguna alteración en la percepción del color.

Espectro que visualiza una persona con protanopia.

Espectro que visualiza una persona con deuteranopia.

Espectro que visualiza una persona con tritanopia.

Aunque existen muchos tipos de daltonismo, el 99 % de los casos corresponden a deuteranopia y protanopia o sus equivalentes (deuteranomalia y protanomalia).

### Acromático
El daltonismo acromático es aquel en el que el individuo ve en blanco y negro (escala de gris). El individuo no percibe ningún color ya sea porque no tiene ninguno de los tres tipos de conos o por razones neurológicas. Se presenta únicamente un caso por cada 100 000 personas.

### Monocromático
Se presenta cuando únicamente existe uno de los tres pigmentos de los conos y la visión de la luz y el color queda reducida a una dimensión.

### Dicromático
El dicromatismo es un defecto moderadamente grave en el cual hay una disfunción de uno de los tres mecanismos básicos del color. Es hereditaria y puede ser de tres tipos diferentes:
- Deuteranopía: Es la ausencia de los fotorreceptores retinianos del color verde.[19]
- Protanopia: Es la ausencia total de los fotorreceptores retinianos del color rojo.
- Tritanopia: Es una condición muy poco frecuente en la que están ausentes los fotorreceptores retinianos del color azul.[19]

### Tricromático anómalo
El afectado posee los tres tipos de conos, pero con modificaciones funcionales, por lo que confunde un color con otro. Es el grupo más abundante y común de daltónicos, tienen tres tipos de conos, pero perciben los tonos de los colores alterados. Suelen tener percepciones similares a los daltónicos dicromáticos, pero menos notables.
Las alteraciones que se incluyen dentro de este grupo son: la deuteranomalía (la más usual: 6 % de los varones, 0.4 % de las mujeres), la protanomalía (1 % de los varones, 0.01 % de las mujeres) y la tritanomalía (muy poco frecuente: 0.01 % de los varones y 0.01 % de las mujeres).

## Causas
El daltonismo es de origen genético, hereditario y presente desde el nacimiento. Los mecanismos que lo provocan están relacionados con la funcionalidad de los conos situados en la retina y con la expresión de las opsinas, los fotopigmentos que convierten la luz en señales químicas. Esta causado por mutaciones de los genes que codifican las proteínas opsinas. La forma más común de daltonismo es el daltonismo rojo-verde congénito, que incluye la protanopía/protanomalía y la deuteranopía/deuteranomalía. Estas afecciones están mediadas por los genes OPN1LW y OPN1MW situados en el cromosoma X, dado que estos genes son recesivos afectan con mucha más frecuencia  a hombres que a mujeres. El daltonismo azul-amarillo es menos frecuente, está provocado por mutaciones en el gen OPN1SW ubicado en el cromosoma 7.

## Diagnóstico
El procedimiento más empleado para el diagnóstico, aunque no el único, son las cartas de Ishihara. Consiste en una serie de 38 láminas en las que es preciso identificar un número que se encuentra insertado en la misma.
Otro método es el Test de Farnsworth que está constituido por un conjunto de fichas coloreadas que se diferencian por su tonalidad y están numeradas en el reverso. El paciente debe ordenarlas según la graduación del color.
El anomaloscopio es un aparato que utiliza colores espectrales obtenidos mediante prismas que descomponen la luz blanca. El paciente debe comparar diversos tonos. Se trata de un dispositivo muy preciso que permite apreciar si existe déficit en la visión del color y su gravedad, es el único método que hace posible distinguir a un dicrómata de un tricrómata anómalo. Sin embargo su empleo está limitado por su coste y no está disponible en muchos gabinetes de exploración.

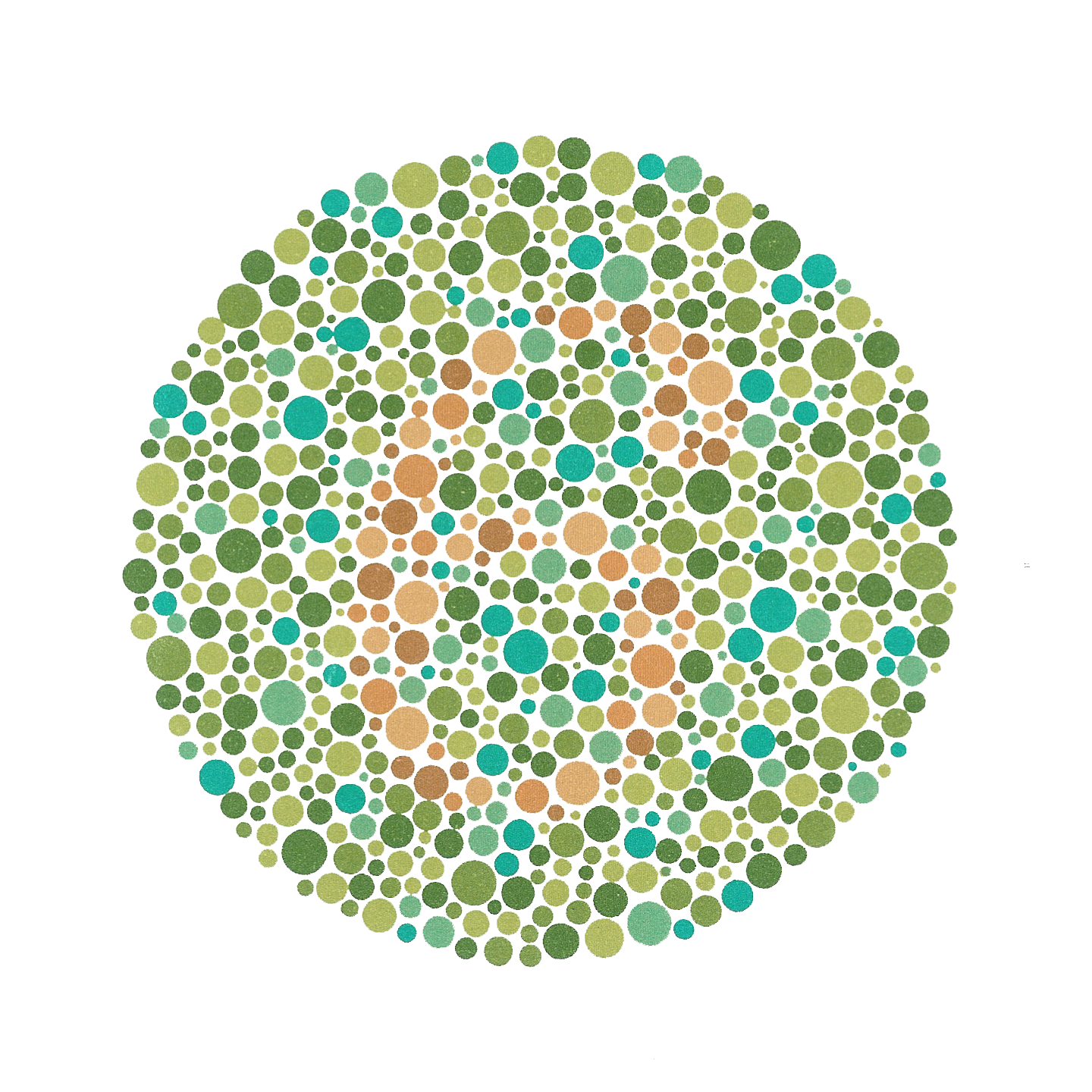
6
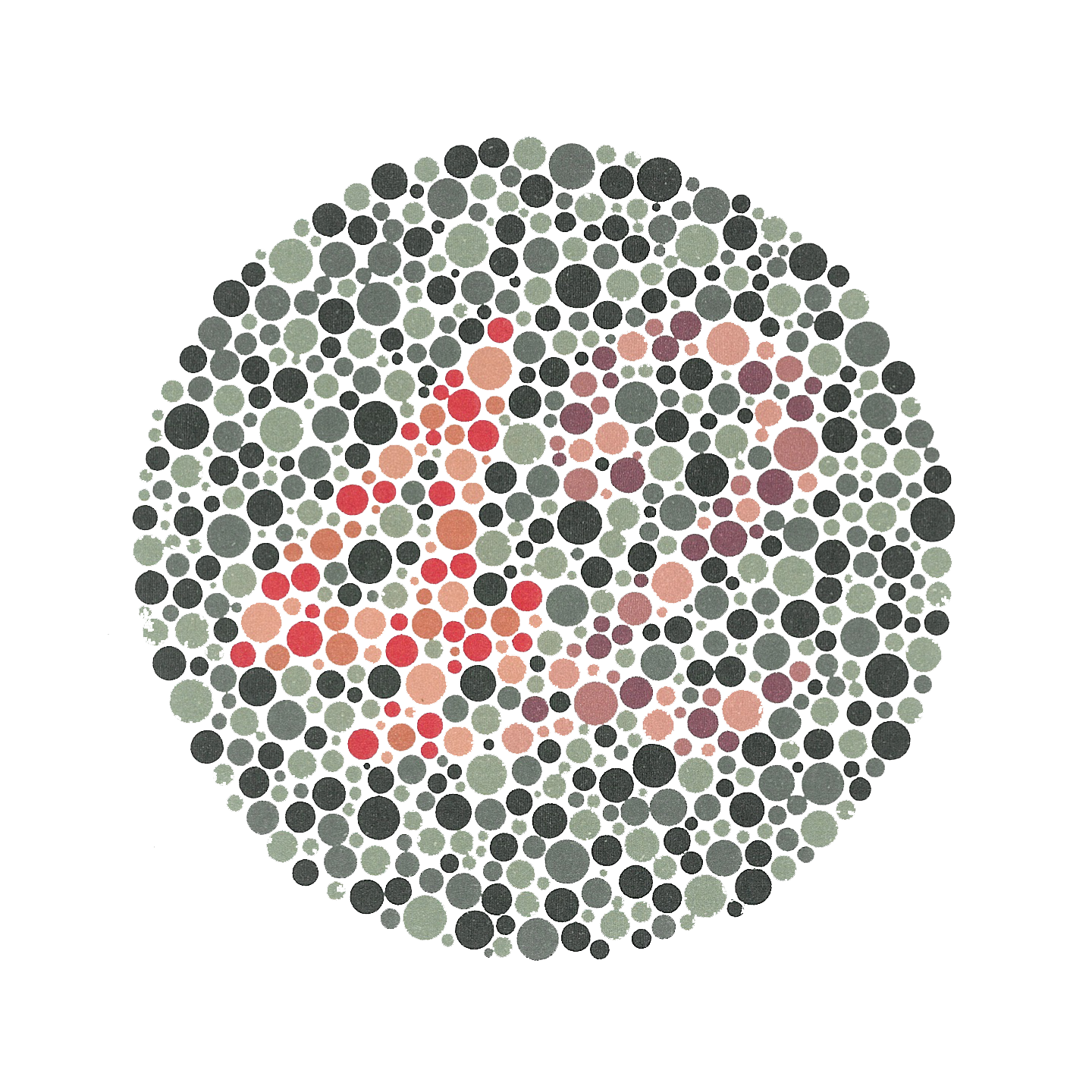
42
12

## Daltonismo en el diseño gráfico
En algunos países existen pautas establecidas, según las cuales es obligatorio que los gráficos situados en espacios públicos cumplan un diseño que garantice que la información que se desea transmitir se exprese de manera adecuada para aquellas personas que tengan trastornos en la percepción cromática, como el daltonismo. Los códigos de colores no pueden ser entendidos fácilmente por los daltónicos, por esta razón un buen diseño gráfico debe evitar el uso de códigos de color para dar información. Esto ayuda a los daltónicos, pero también es útil para las personas con visión normal de los colores. Es recomendable no utilizar únicamente el color para trasmitir una información, se debe incluir otro sistema alternativo, por ejemplo un icono que cambia de forma, los iconos son  elementos gráficos simples, fáciles de asimilar y transmiten inmediatamente la información que se desea comunicar. Utilizar colores con alto contraste entre el texto y el fondo facilita la interpretación para personas con dificultades para distinguir los colores. Ciertos generadores de esquemas de color ayudan a los diseñadores gráficos a percibir los colores igual que los ven los diferentes tipos de daltónicos.
Un daltónico puede ser incapaz de detectar la diferencia entre los colores rojo y verde de un mapa impreso en papel, sin embargo el mismo mapa en una pantalla de ordenador o televisión puede aparecer con normalidad. A algunos daltónicos les resulta más fácil diferenciar los colores impresos en materiales artificiales como plástico o en pintura acrílica, que en materiales naturales, como papel o madera. En muchas ocasiones el color sólo se puede distinguir si tiene suficiente intensidad: las líneas finas pueden parecer negras, pero en una línea más gruesa del mismo tono se puede identificar el color correcto.

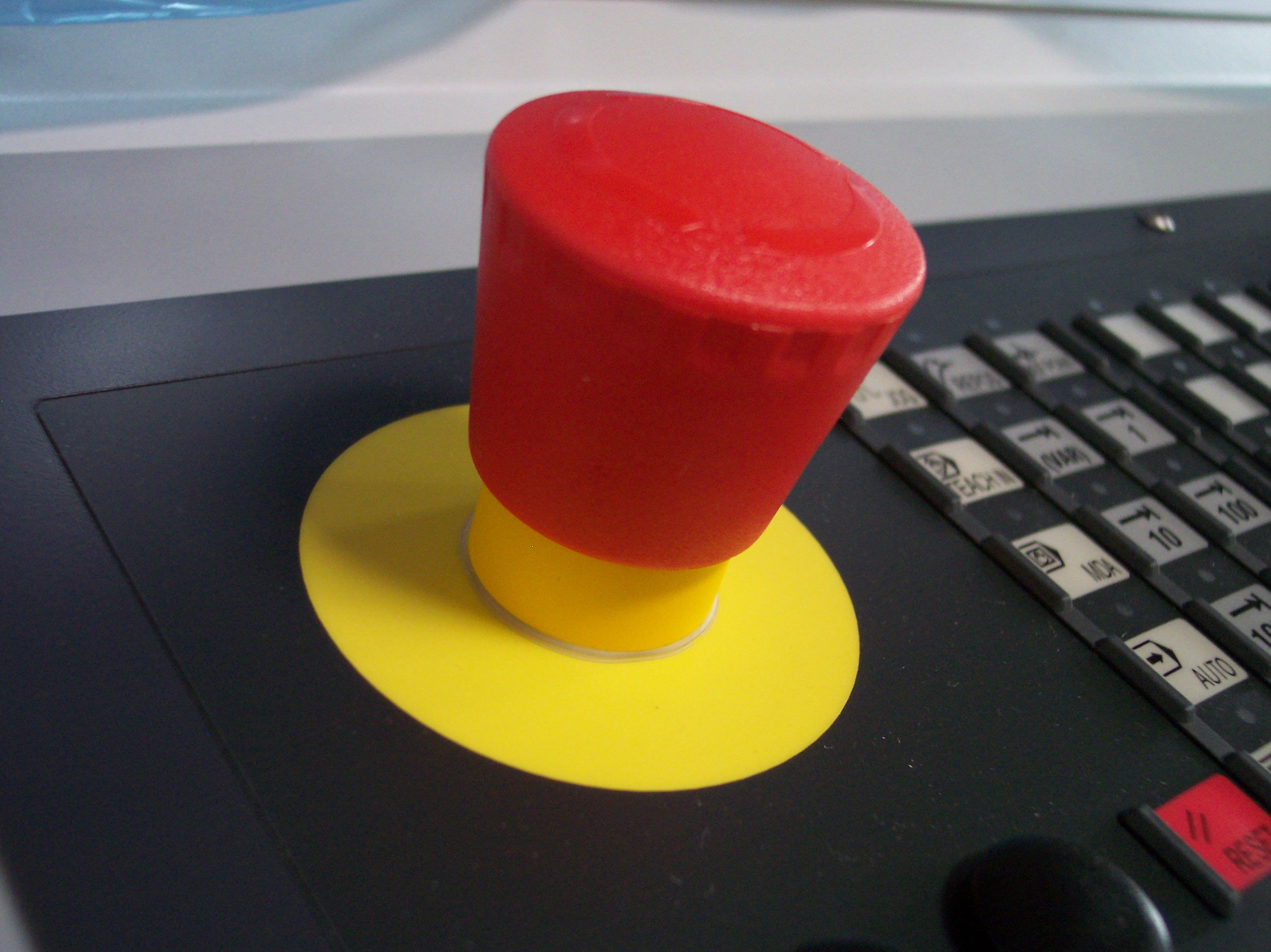
Frenos de emergencia como éste tienen que seguir unas reglas de diseño muy específicas. Estas reglas incluyen qué colores utilizar.

## Aspectos legales
Debido a que algunas personas daltónicas no pueden distinguir la diferencia entre el rojo y el verde, algunos países, como Rumanía no le conceden el permiso de conducir. En Rumanía, se ha propuesto cambiar la legislación para que los daltónicos puedan conducir legalmente.
En el Reino Unido, los cables de electricidad de las casas solían ser rojos, negros y verdes. Se cambiaron a marrón, azul y verde/amarillo para ayudar a los daltónicos a ver la diferencia entre los cables de "corriente" y "tierra".